# Cloud (jogo eletrônico)
Cloud é um jogo eletrônico independente desenvolvido por uma equipe de estudantes do Programa de Mídias Interativas da Universidade do Sul da Califórnia. A equipe começou a desenvolver Cloud em janeiro de 2005 com um orçamento de vinte mil dólares; o jogo foi lançado gratuitamente em outubro. Em julho de 2006, a página para download já havia sido acessada mais de seis milhões de vezes, com mais de seiscentos mil downloads.
O jogo centra-se em um menino que sonha estar voando enquanto dorme em uma cama de hospital. O conceito foi parcialmente baseado na infância de Jenova Chen, projetista principal; ele era frequentemente hospitalizado por asma, sonhando enquanto acordado em seu quarto. Assumindo o papel do menino, o jogador voa através do mundo do sonho enquanto manipula as nuvens para resolver quebra-cabeças. O jogo tinha a intenção de provocar emoções que a indústria de jogos eletrônicos frequentemente ignora.
Cloud venceu o prêmio de Melhor Filosofia Estudantil no Slamdance Guerilla Games Competition de 2006, e o prêmio Mostra Estudantil do Independent Games Festival no mesmo ano. O jogo foi bem recebido pelos críticos, que citaram os visuais, a música e a atmosfera relaxante como os pontos altos. Chen e a produtora Kellee Santiago acabaram co-fundando a desenvolvedora Thatgamecompany, que considerou refazer Cloud como um jogo eletrônico comercial.

## Jogabilidade

O menino voando pelo céu. Na parte superior nuvens pretas e brancas estão se combinando para criar chuva.

Cloud centra-se em um menino que sonha estar voando pelo céu, porém está dormindo na cama de um hospital. O jogador assume o controle do avatar do menino – sua projeção no mundo dos sonhos – e o guia através de seu sonho composto por pequenas ilhas e nuvens. A direção e velocidade do avatar são controlados com o mouse do Microsoft Windows; os movimentos geralmente ocorrem no plano horizontal, porém um voo vertical pode ser realizado segurando o terceiro botão do mouse. O jogador pode interagir com as nuvens apenas quando voa horizontalmente.

O jogo tem três tipos de nuvens: nuvens brancas, que seguem o avatar; nuvens cinzas, neutras, que se tornam brancas ao serem tocadas; e nuvens pretas, que podem ser combinadas com nuvens brancas para causar chuva, dissolvendo as duas. Um grande número de nuvens brancas dissolve mais facilmente um pequeno número de nuvens pretas, e vice-versa. As nuvens brancas param de seguir o avatar se ele começar a se mover muito rápido. Cada uma das quatro missões de Cloud tem um objetivo específico, incluindo a formação de padrões no céu, a eliminação das nuvens pretas, ou a criação de chuva sobre as ilhas.

## Desenvolvimento

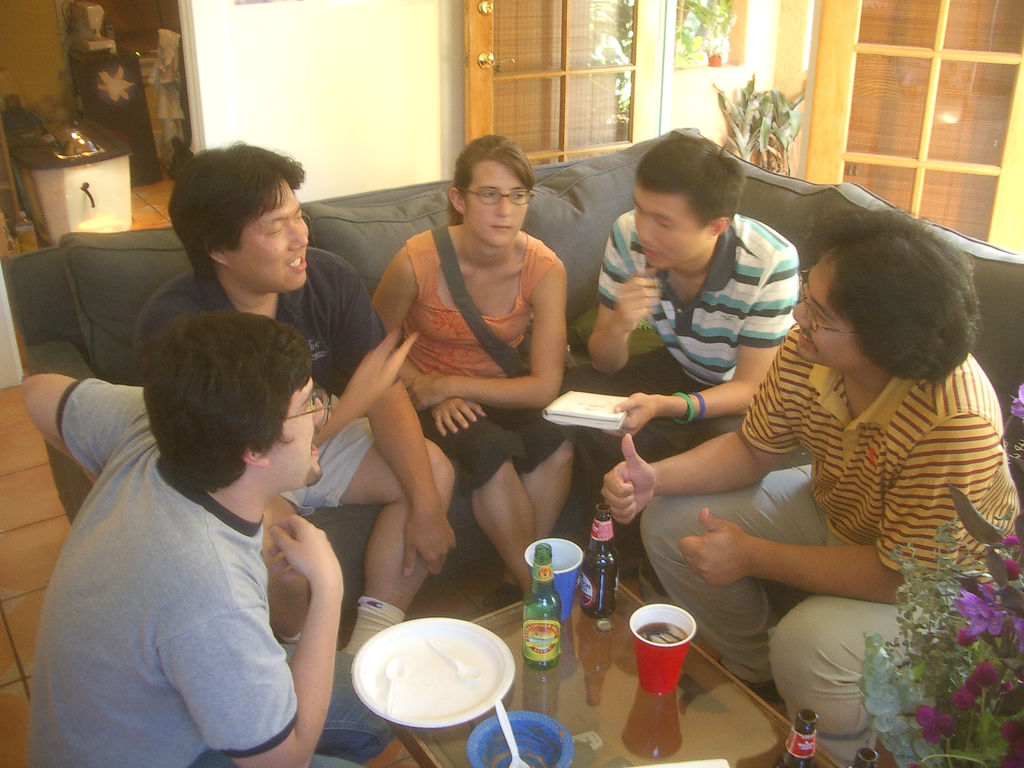
Membros da equipe de desenvolvimento de Cloud. Da esquerda para a direita: Erik Nelson, Glenn Song, Kellee Santiago, Jenova Chen e Vincent Diamante.

Cloud foi projetado e lançado em 2005 por uma equipe composta por sete estudantes cursando o mestrado do Programa de Mídias Interativas na Escola de Artes Cinematográficas da Universidade do Sul da Califórnia. O jogo não foi criado para uma matéria específica. O desenvolvimento começou em janeiro de 2005 e ele foi lançado no final de outubro, recebendo sua última atualização em dezembro. A equipe era liderada por Jenova Chen e incluia Stephen Dinehart, Erik Nelson, Aaron Meyers, Glenn Song, o compositor Vincent Diamante e a produtora Kellee Santiago. O jogo venceu uma competição em 2005 e conseguiu vinte mil dólares da universidade, que tinha a intenção de apoiar o desenvolvimento de jogos experimentais. A ideia do jogo foi parcialmente inspirada na infância de Chen, já que ele era frequentemente hospitalizado por asma e ficava sonhando acordado enquanto esperava pelos médicos.
De acordo com Chen, Cloud foi projetado para "expandir o espectro de emoções que um jogo pode evocar". A primeira ideia do jogo veio de Chen; em certo dia, enquanto ele caminhava pelo campus, ele olhou para o céu, percebendo a diferença entre as nuvens macias da Califórnia e as "cinzas e poluídas" de Xangai, onde nasceu, e pensou na ideia de fazer um jogo sobre nuvens. Cloud recebeu uma história para "criar a premissa e ajudar o jogador a ficar emocionalmente envolvido"; entretanto, a equipe evitou fazê-la muito forte, já que iria "distrair o jogador da experência central" de voar livremente e manipular as nuvens. No estágios iniciais de desenvolvimento, o jogo tinha uma história que envolvia um alienígena tentando limpar o ambiente, porém isso foi cortado para uma introdução "simples e 'poética' do menino preso na cama de um hospital". A equipe queria que Cloud "transmitisse um sentimento de juventude, liberdade e as maravilhas da imaginação". Ele foi construído a partir de uma versão modificada de um motor de jogo desenvolvido por outros estudantes para o jogo Dyadin. Na mostra estudantil da Game Developers Conference de 2006, Chen e Santiago apresentaram Cloud para um representante da Sony Computer Entertainment, John Hight, como o primeiro jogo do gênero "zen". Hight se interessou, mas a Sony decidiu não publicar o jogo.

## Repercussão
Cloud venceu o prêmio Melhor Filosofia Estudantil por sua realização artística no Slamdance Guerrilla Games Competition e o prêmio Mostra Estudantil do Independent Games Festival. Ele foi exibido na Spike TV, G4 TV e CBS. O jogo recebeu muita atenção imediatamente após seu lançamento; o tráfigo sobrecarregou o servidor que estava hospedando a página do jogo e fez cair a internet na universidade. Em fevereiro de 2006, três meses após seu lançamento, a página já havia sido acessada mais de um milhão de vezes e o jogo baixado mais de trezentas mil vezes. Em julho de 2006, ele alcançou a marca de seis milhões de visitas e seiscentos mil downloads.
O jogo foi bem recebido pela crítica. Joel Durham, Jr. da GameSpy disse que "tudo sobre Cloud é espetacular", citando a música, os visuais e a sensação de voar como os pontos fortes. William Usher da Game Tunnel também elogiou os visuais e o áudio; ele achou que os gráficos criavam uma atmosfera relaxante, e que a "tocante trilha sonora" iria comover o jogador. A crítica da Game Informer disse que o jogo apontava "para um futuro brilhante" em que jogos eletrônicos iriam inspirar uma ampla gama de emoções; entretanto, a publicação achou Cloud mais uma "experiência" do que um jogo. Ron White da PCWorld, similarmente, o chamou de "a experiência mais relaxante que eu já tive envolvendo um computador". Durham, Jr. concluiu que Cloud "iria libertar sua imaginação".
Chen e Santiago posteriormente fundaram a desenvolvedora Thatgamecompany. O compositor Vincent Diamante e Erik Nelson trabalharam no segundo jogo da companhia, Flower. A Thatgamecompany considerou refazer Cloud como um jogo comercial, porém decidiu que isso ocorreria apenas se a equipe não tivesse mais nenhuma ideia nova.

## Ligações Externas
- Página oficial (em inglês)